# GS234-02
GS234-02 est un complexe de nuages moléculaires géants visible dans la constellation de la Poupe. Il est situé sur le bras de Persée et coïncide avec une superbulle en expansion, probablement issue de l'explosion d'un grand nombre de supernovae.
Dans cette région galactique ont eu lieu deux phénomènes majeurs de formation d'étoiles, dont le second est toujours en cours et peut être observé dans les nébuleuses visibles dans la partie sud de la superbulle.
L'amas ouvert NGC 2414 est lié au complexe. Une association OB de 29 étoiles jeunes et bleues est également en lien avec cet amas.

## Observation
Le complexe est situé dans la partie nord-ouest de la constellation, dans une zone dépourvue d'étoiles brillantes. Une méthode simple pour l'identifier est de suivre les deux amas ouverts M46 et M47, ce dernier étant observable à l'œil nu. Les segments nébuleux les plus au nord sont observés à environ 1,5° au sud-ouest de M47 : il s'agit de Sh2-299 et Sh2-300, difficiles à observer sans filtres spéciaux.
À environ 1°40' au sud de ces deux nébuleuses, on peut observer Sh2-302, qui ne fait cependant pas partie de GS234-02. À 2° au sud, on peut également observer les nébuleuses Sh2-305, Sh2-306, Sh2-307 et Sh2-309, qui constituent la partie la plus brillante de la superbulle.
La meilleure période pour les observer dans le ciel du soir se situe entre décembre et avril. La visibilité maximale peut être obtenue depuis les latitudes de l'hémisphère sud, car la déclinaison de la structure nébuleuse est d'environ −18°. On peut l'observer à son zénith depuis la partie la plus méridionale de la ceinture tropicale méridionale, correspondant au nord de l'Australie et à la zone centrale de l'Amérique du Sud. Depuis les latitudes septentrionales, il apparaît relativement bas dans la zone tempérée, tandis qu'à quelques degrés au nord du cercle polaire arctique, il est toujours invisible. Depuis l'Antarctique, au contraire, il ne se couche jamais.

## Structure
GC234-02 se présente comme une grande structure en forme d'anneau, avec un diamètre d'environ 4°. Dans la lumière visible, les nébuleuses les plus brillantes se trouvent du côté sud, tandis qu'en lumière infrarouge, la partie nord-ouest apparaît comme étant la plus brillante. Attachée à cet anneau on trouve une superbulle d'environ 560 pc (∼1 830 al) de diamètre, qui se dilate lentement à une vitesse d'environ 10 km/s. Les bords de cette structure annulaire sont délimités par un système complexe de nuages moléculaires, dont les plus étendus, observés dans la bande CO, ont une masse estimée d'environ 93 000 à 143 000 M☉. La masse totale des nuages de gaz au sein de la région est de l'ordre d'environ 5,5 millions M☉.
L'origine de cette grande structure pourrait avoir été l'explosion rapide et séquentielle d'un grand nombre de supernovae, probablement une trentaine. Ce scénario est très courant dans d'autres régions de la Voie Lactée, sachant que des phénomènes génératifs peuvent former plusieurs dizaines d'étoiles très massives dont le cycle de vie est particulièrement court, au point qu'elles exploseront en supernovae en quelques millions d'années. L'âge de la superbulle, estimé à 16 Ma, indiquerait qu'elle se trouve dans un état évolutif assez avancé, au point que la formation d'étoiles peut avoir lieu dans ses régions périphériques, en raison de l'instabilité gravitationnelle qui se forme. La formation d'étoiles est en effet active dans certaines des régions H II connues jusqu'à présent dans le complexe, et en particulier dans celles situées sur le bord le plus chaud de la superbulle, en direction des nébuleuses Sh2-305 et Sh2-307. Ces deux nébuleuses sont toutes deux ionisées par des étoiles très jeunes et chaudes de classes spectrales O et B, et en plus de cela, le deuxième nuage contient en son sein un amas de sources infrarouges coïncidant probablement avec autant de jeunes objets stellaires, connus sous le nom de [DBS2003] 8.